# Primera División de Costa Rica 1974
Die Spielzeit 1974 war die 55. Spielzeit der Primera División de Costa Rica, der höchsten costa-ricanischen Fußballliga. Es nahmen acht Mannschaften teil. CD Saprissa verteidigte den Titel und gewann zum zwölften Mal in der Vereinsgeschichte die Meisterschaft.

## Austragungsmodus
- Die acht teilnehmenden Mannschaften spielten in zwei Doppelrunde im Modus Jeder gegen Jeden den Meister aus, so das jede Mannschaft insgesamt 28 Meisterschaftsspiele bestritt
- Eine ursprünglich vorgesehene Entscheidungsrunde um die Meisterschaft wurde abgesagt, da CD Saprissa sowohl bei der ersten als auch der zweiten Runde jeweils Tabellenführer war
- Es gab keinen Absteiger, die Liga wurde für die folgende Spielzeit auf neun Mannschaften ausgeweitet

## Endstand
| Pl.             | Verein           | Sp. | S  | U | N  | Tore  | Diff. | Punkte |
| --------------- | ---------------- | --- | -- | - | -- | ----- | ----- | ------ |
| 01              | CD Saprissa (M)  | 28  | 17 | 8 | 3  | 47:21 | 26    | 42     |
| 02              | CS Herediano     | 28  | 15 | 9 | 4  | 50:24 | 26    | 39     |
| 03              | LD Alajuelense   | 28  | 14 | 9 | 5  | 44:30 | 14    | 37     |
| 04              | AD Limonense     | 28  | 10 | 6 | 12 | 36:40 | −4    | 26     |
| 05              | CS Cartaginés    | 28  | 8  | 9 | 11 | 34:35 | −1    | 25     |
| 06              | UCR FC (N)       | 28  | 8  | 7 | 13 | 33:49 | −16   | 23     |
| 07              | CD Barrio México | 28  | 6  | 7 | 15 | 30:46 | −16   | 19     |
| 08              | AD Ramonense     | 28  | 4  | 5 | 19 | 28:57 | −29   | 13     |
| Stand: Endstand |                  |     |    |   |    |       |       |        |